# Lars Terpager
Lars Terpager, född den 28 februari 1684 i Ribe, död den 22 mars 1772, var en dansk präst och historiker, son till Peder Terpager.
Terpager blev student från Ribe skola 1702 och kom strax till Kommunitetet, i det att han blev exercitiarius vid den väldige disputatorn magister Hans Beens bord. Året efter kom han in på Borchs Kollegium och bodde där i fem år. I sina disputationer vid kollegiet behandlade han ämnen inom den kyrkliga och nordiska arkeologin. 1706 tog han attestats. 
1708 reste han utomlands. Över Hamburg, där han var gäst hos den berömde dr Johann Albert Fabricius, reste han till Utrecht för att studera under Hadrian Reland. Under hans uppehåll där blev det honom erbjudet av dåvarande professorn, stiftsprost Christen Worm, att bli huslärare för gehejmeråd Niels Krags äldste son. Mot slutet av 1708 reste han därför tillbaka till Köpenhamn och tillträdde denna plats. 
I tre år uppehöll han sig i sin elevs hem och drog därefter 1711 till utlandet med honom som hans hovmästare. Genom Tyskland drog Terpager på nytt till Utrecht. Her hölls vid den tiden den stora fredskongressen, på grund av vilken det gavs möjlighet att lära känna åtskilliga av tidens berömdheter. Från Utrecht gjordes en avstickare till krigsskådeplatsen i Brabant. 
Därefter gick resan mot slutet av 1712 över Utrecht till London. Där mottogs budskapet om gehejmeråd Krags död i februari 1713. Uppehållet i utlandet blev på grund av detta hastigt avbruten. I Tønning fick de hemvändande möjlighet att få audiens hos kung Fredrik IV. Den unge Krag dog emellertid i Köpenhamn året efter hemkomsten.
Terpager bodde nu i biskopsgården i Köpenhamn hos sin välgörare biskop Christen Worm fram till 1720, då hans avlidna elevs mor (sjöhjälten Niels Juels dotter) kallade honom till sognepræst i Mern (vid Præstø), där han därefter verkade i närmare 52 år till sin död. 
Han blev häradsprost 1730, men nedlade på grund av sin höga ålder prostsysslan 1766. Året efter att han hade blivit präst, äktade han Anna Schytz, född den 13 april 1698 i Hjembæk, död den 1 augusti 1746, prästdotter från Snesere. 
Genom en olycklig eldsvåda i februari 1727 miste han nästan allt det han ägde, och hans stora, tryckta och otryckta, samlingar blev ett rov för lågorna. Terpager var nämligen en präst med betydande lärdom och var från tidig ungdom en stor älskare av danska fornsaker. 
Både i hemlandet och i utlandet hade han utökat sina samlinger. Bland annat lyckades det honom att i Utrecht förvärva ett stort antal handskrifter rörande dansk historia, efterlämnade av Marcus Meibom.
Lyckligtvis förvarades några av dessa saker hos Terpagers far i Ribe och undslapp således eldsvådan i Mern. Det mesta av dessa sorgliga rester skänkte han till Det kongelige danske Selskab for Fædrelandets Historie, vilket ledde till att han 1748 upptogs som medlem i sällskapet.